# Enoch Cheeks
Enoch Zlenbltee Cheeks (Providence, 15 april 2001) is een Amerikaans basketballer.

## Carrière
Cheeks speelde van 2020 tot 2023 collegebasketbal voor de Robert Morris Colonials. Daarna speelde hij twee seizoenen voor de Dayton Flyers. Hij wachtte de NBA draft niet af en tekende een tweejarig contract bij de Belgische eersteklasser Antwerp Giants.